# Arieșu de Câmp, Maramureș

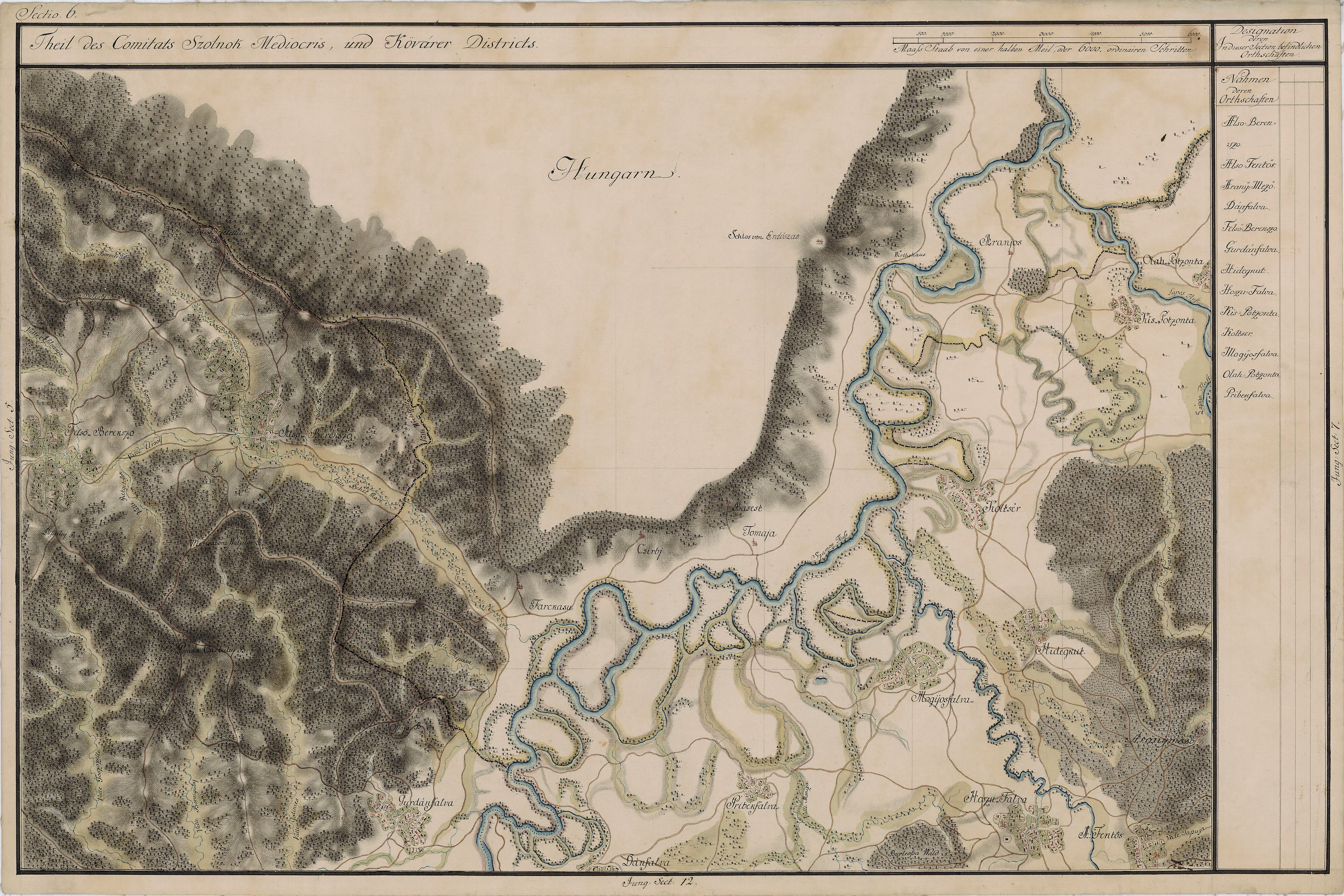
Arieşu de Câmp în Harta Iosefină a Transilvaniei

Arieșu de Câmp este un sat în comuna Ardusat din județul Maramureș, Transilvania, România.

## Etimologie
Etimologia numelui localității provine din toponimicul „Arieș” (< magh. „aranyos” = „aurit") + de (< lat. de) + Câmp (< lat. campus).

## Istoric
Numele vechi a localității era Arieșul de Jos. Prima atestare documentară este din anul 1256 (tributum salis circa Aranyos).

## Demografie
La recensământul din 2011, populația era de 274 locuitori.